# 杜默
杜默（1019年—1085年），字师雄，歷陽（今安徽和縣）人，北宋人。
早年好诗文，二十岁游学开封，師從石介。陕西经略副使范仲淹，聘其任幕府书记官，杜默未允，同年六月任武成军节度判官，官場不得意。和石延年、歐陽修合稱“三豪”。杜默作诗多不合律，後人稱之“杜撰”。晚年曾任新淦县尉。著有《诗豪集》一卷。